# Leia costaricensis
Leia costaricensis är en tvåvingeart som beskrevs av Fisher 1940. Leia costaricensis ingår i släktet Leia och familjen svampmyggor.
Artens utbredningsområde är Costa Rica. Inga underarter finns listade i Catalogue of Life.